# Frombork

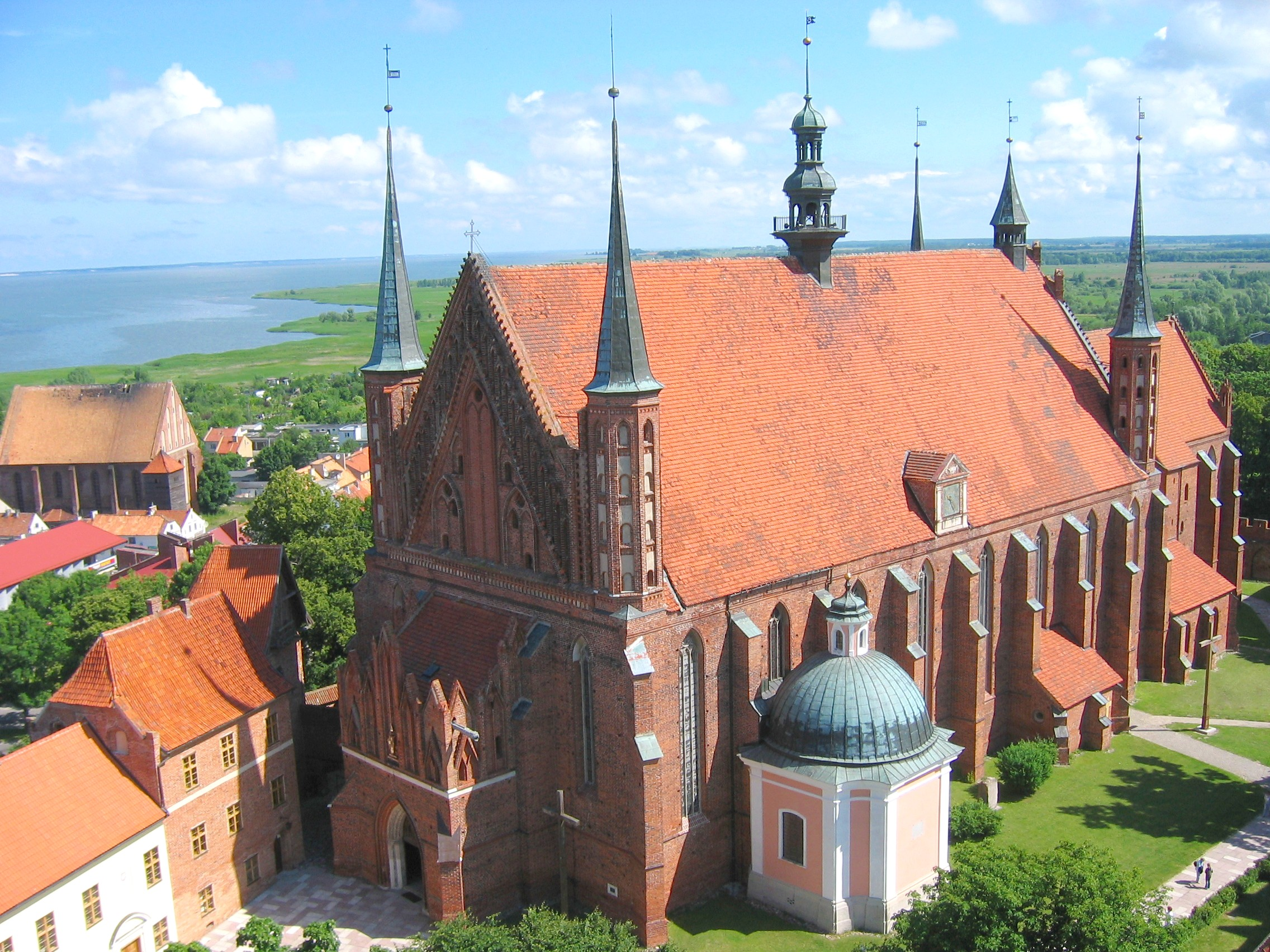
Catedral de Frombork, con la Laguna del Vístula en el fondo.

Frombork (/ˈfrɔmbɔrk/, en alemán: Frauenburg) es un pueblo en el norte de Polonia, junto a la laguna del Vístula, provincia de Varmia y Masuria. En el año 2005 tenía una población de 2.528 habitantes.
Frombork fue parte del Reino de Polonia y Mancomunidad de Polonia-Lituania hasta 1772, cuando fue anexado por Prusia en la primera partición de Polonia. Desde 1871 parte de Alemania, la ciudad regresó a Polonia después de la derrota de Alemania nazi en la Segunda Guerra Mundial en 1945. Tras la guerra, Frombork fue meticulosamente reconstruido y es otra vez un destino turístico popular.
En la ciudad se encuentran la Catedral de la Asunción de la Santísima Virgen María y San Andrés - construida entre 1329-1388, la antigua residencia del astrónomo Nicolás Copérnico y la Torre Radziejowski (antiguo campanario), que alberga el péndulo de Foucault.
En el año 2005, un equipo de arqueólogos halló la tumba de Copérnico en la catedral.

## Galería de imágenes

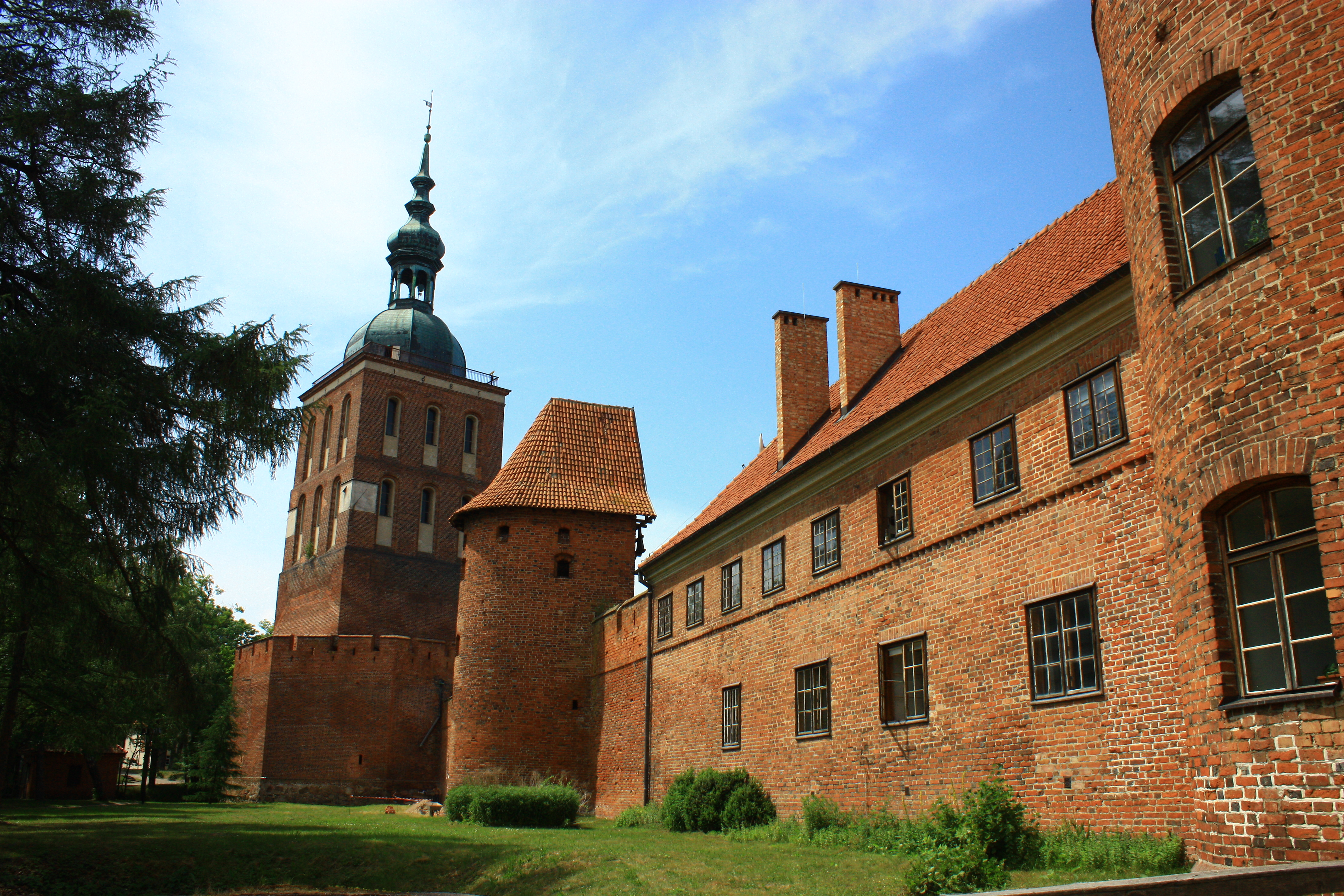
Torre "Radziejowski" (campanario)
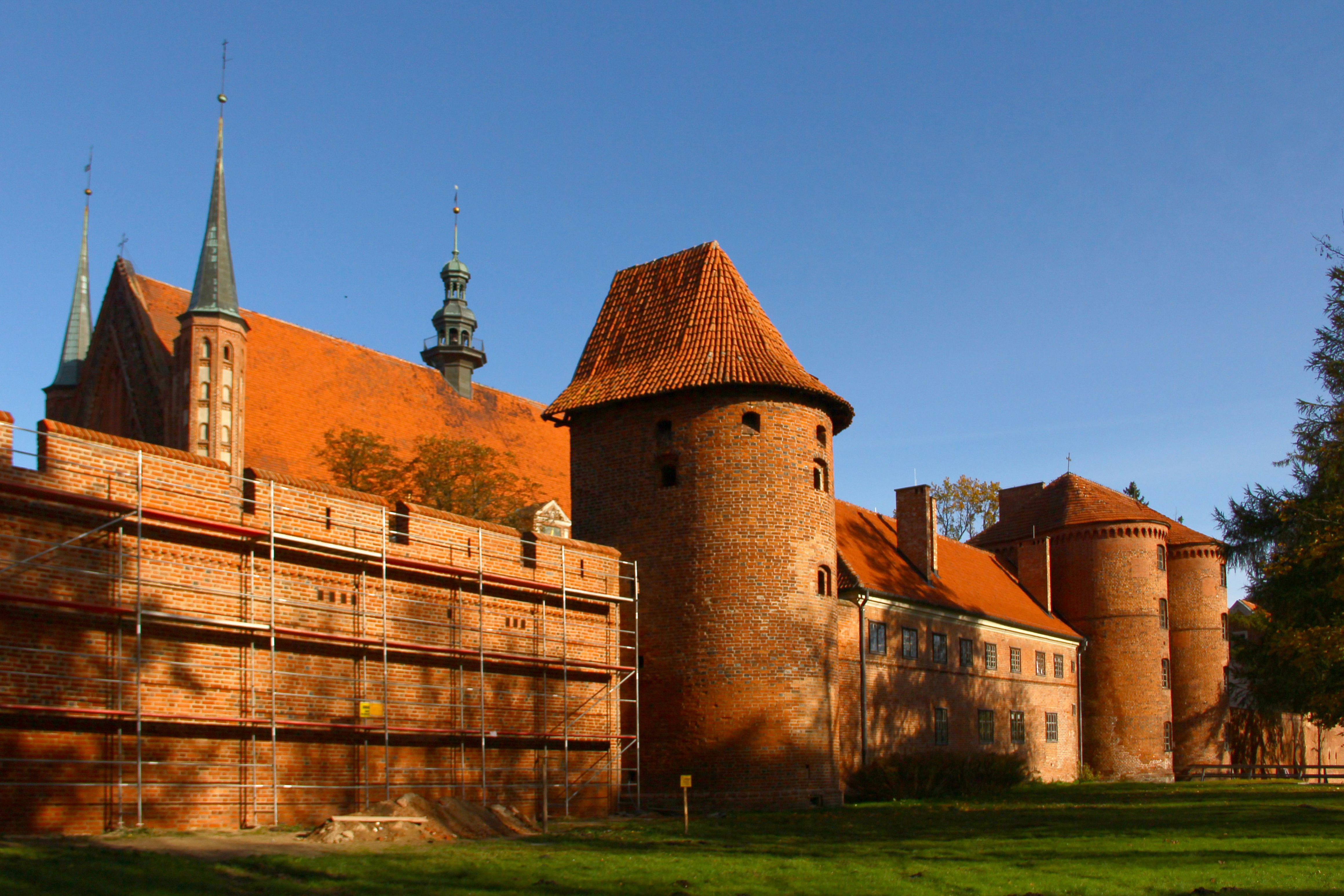
Muros defensivos alrededor de la Catedral de la Asunción de la Santísima Virgen María y San Andrés
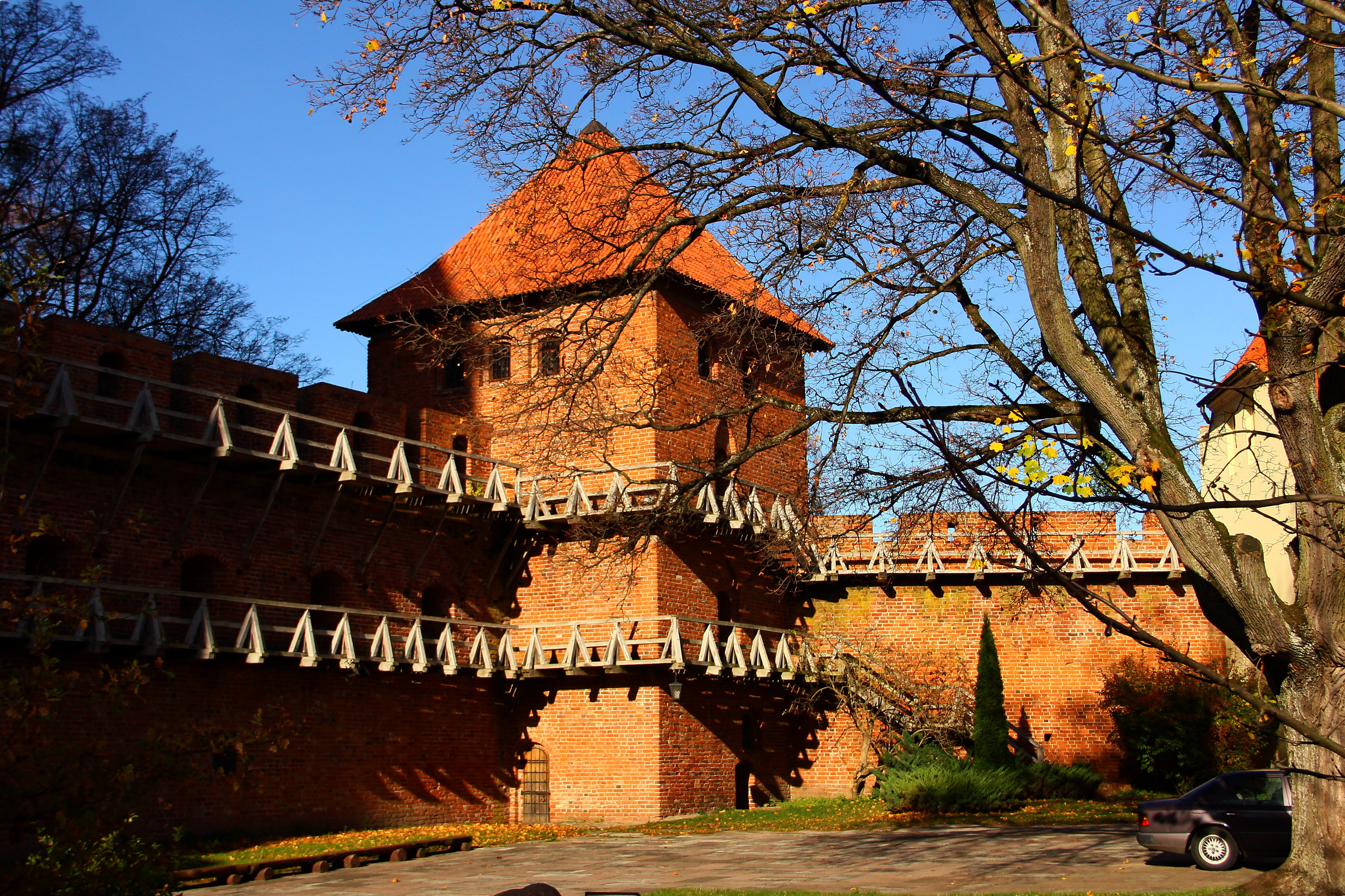
Torre de Nicolás Copérnico
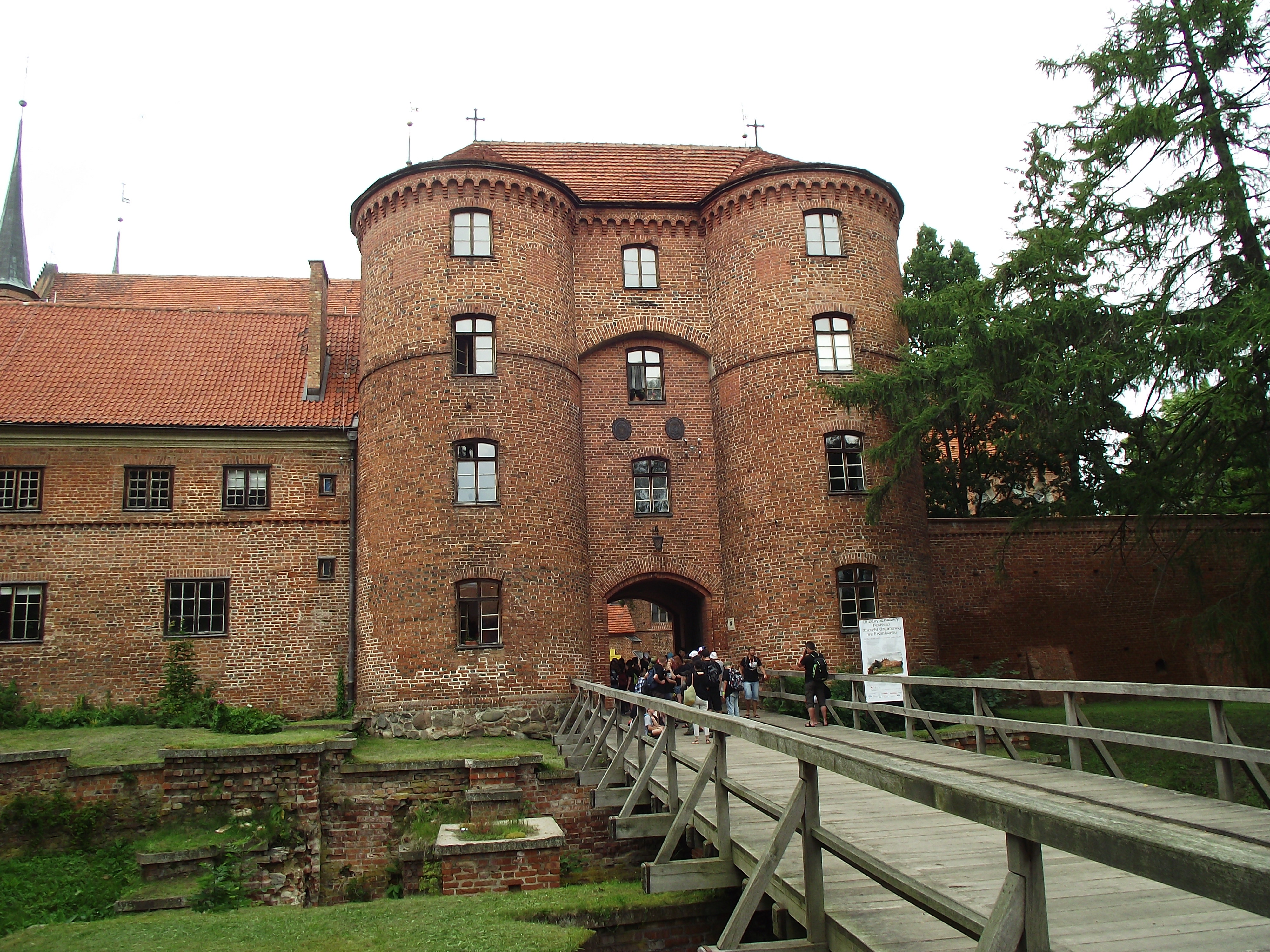
Entrada a la plaza de la catedral
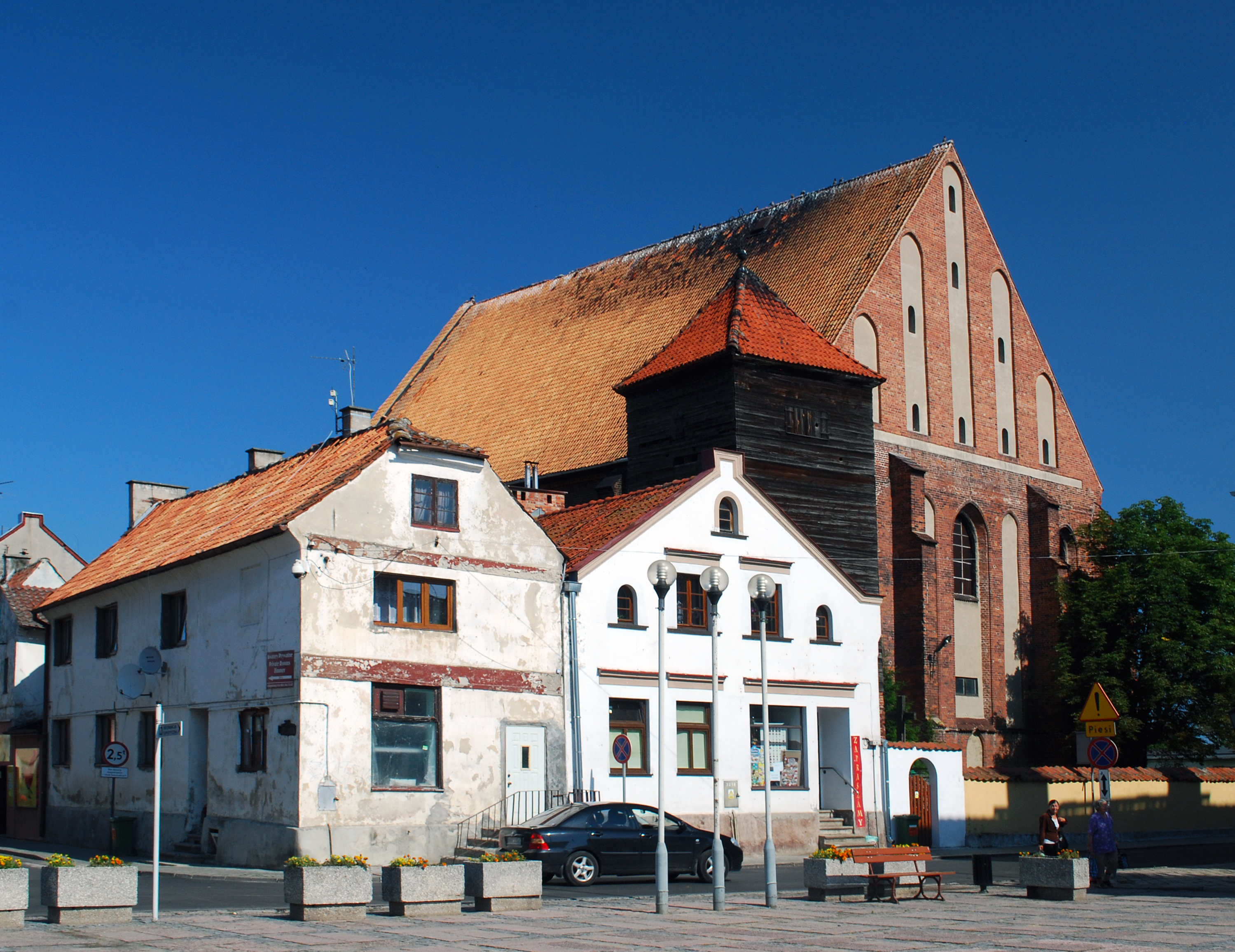
La antigua iglesia parroquial de San Nicolás